# Listerfehrda
Listerfehrda este o comună din landul Saxonia-Anhalt, Germania.